# Василевский сельский совет (Семёновский район)
Василевский сельский совет (укр. Василівська сільська рада) — входит в состав
Семёновского района
Полтавской области
Украины.
Административный центр сельского совета находится в 
с. Василевка.

## Населённые пункты совета
- с. Василевка
- с. Белогубы
- с. Брусово
- с. Чаплинцы